# Flavio Ciampichetti
Flavio Germán Ciampichetti (Conesa, 7 marzo 1988) è un calciatore argentino, attaccante del Defensores (VR).